# The Fugitive Kind
 The Fugitive Kind és una pel·lícula estatunidenca dirigida per Sidney Lumet el 1959.

## Repartiment
- Marlon Brando: Val Xavier
- Anna Magnani: "Lady" Torrance
- Victor Jory: Jabe Torrance
- Maureen Stapleton: Vee Talbot
- R.G. Armstrong: el xerif Jordan Talbot
- Joanne Woodward: Carol Cutrere

## Argument
Val Xavier, guitarrista i vagabund, arriba de Nova Orleans (on ha tingut problemes amb la justícia) a una petita ciutat de Mississipi, amb la forta voluntat d'esdevenir honrat i treballador. És contractat per "Lady" Torrance, patrona d'un basar, agriada pel seu matrimoni desgraciat amb Jabe Torrance, actualment malalt i allitat. Aviat, cau sota l'encant del músic que no deixa tampoc indiferents Vee Talbot, l'esposa del xerif, i una jove alcohòlica i nimfòmana, Carol Cutrere...

## Crítica
La pel·lícula enganxa tant per la qualitat dels diàlegs com per la interpretació destacable i l'escenificació, a condició d'acceptar a priori la de negror tràgica de les situacions i dels personatges.

## Premis i nominacions
- Festival de San Sebastián 1960: Concha de Plata per la pel·lícula; 1r premi d'interpretació femenina per Joanne Woodward.